# 绍兴世茂皇冠假日酒店
30°00′26″N 120°35′58″E / 30.00715°N 120.59932°E

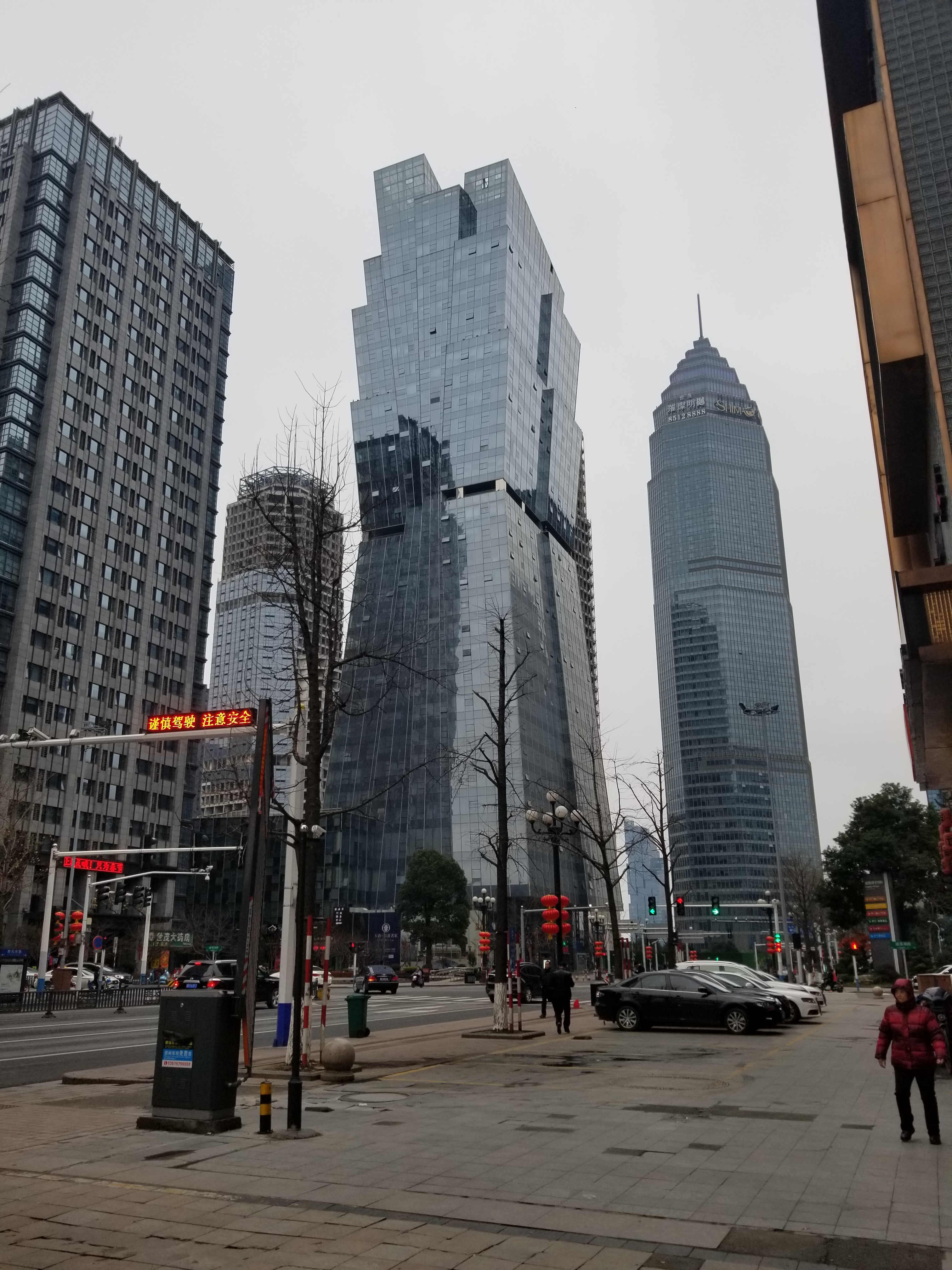
右侧为绍兴世茂皇冠假日酒店所在的世茂天际中心

绍兴世茂皇冠假日酒店位于绍兴市越城区胜利东路379号，是浙北第一高楼世茂天际中心的组成部分，背依梅龙湖，毗邻商业区世茂新城，2014年开业，是绍兴世茂新置业公司旗下的五星级酒店。被称为浙北“第一高楼”，也是绍兴市地标性建筑。

## 简介
2008年开建，由世茂集团开发、华东建筑设计研究总院进行设计，上海建工一建集团负责承包施工。2012年完工，2014年1月内部装修竣工开业。世贸天际中心高288.5米有55层，总建筑面积10.1万平米。酒店共有453间客房，位于世贸天际中心大楼的20楼至41楼，拥有十人以内的队伍，逾1050平米的大宴会厅和9个多功能厅。